# Bitwa o Grodno (IX 1920)

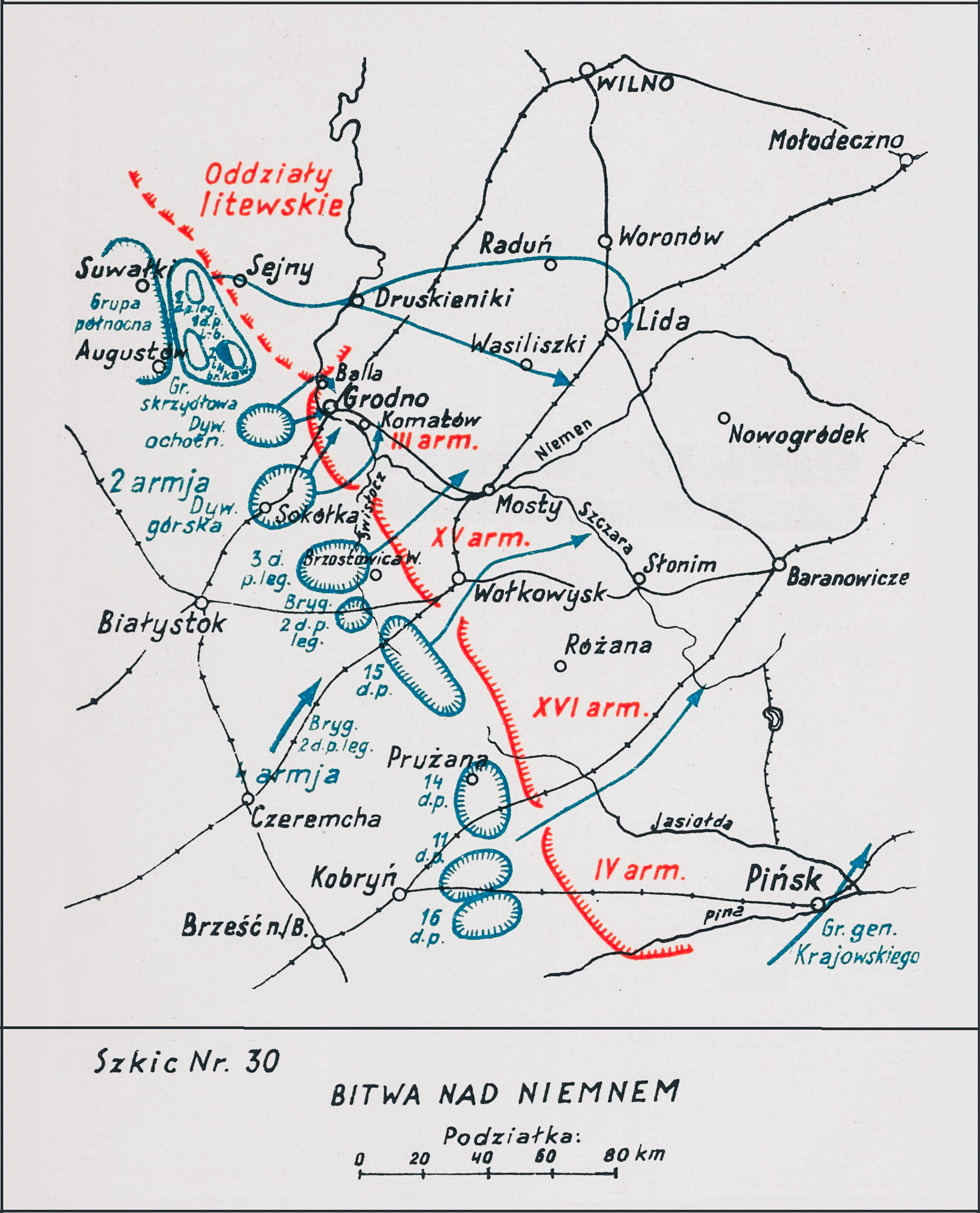
Adam Przybylski
Wojna polska 1918–1921

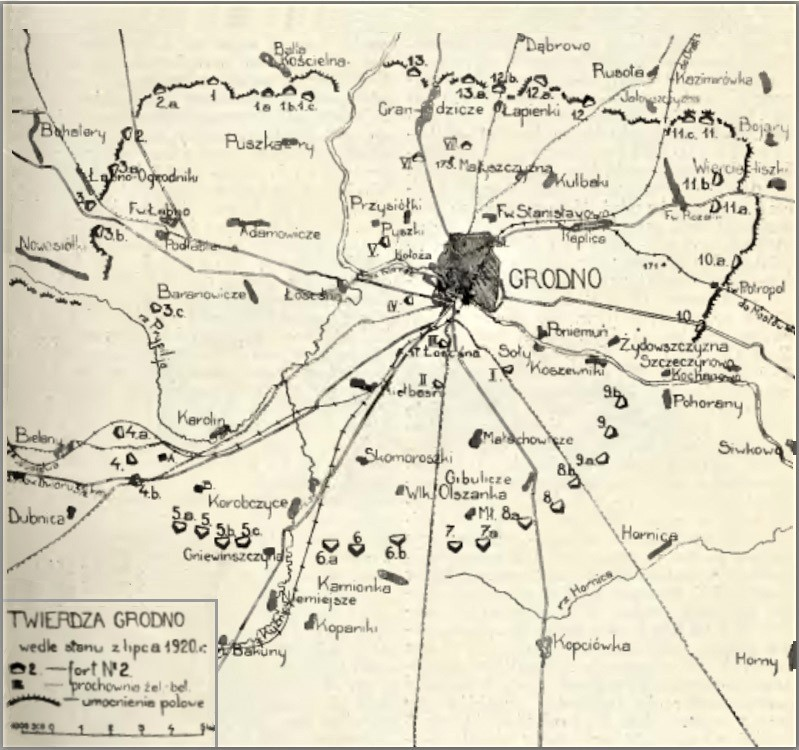
Otton Laskowski (Red.)
Encyklopedja wojskowa, T. 3

Bitwa o Grodno – część operacji niemeńskiej; bitwa 2 Armii gen. Edwarda Rydza-Śmigłego z sowiecką 3 Armią Władimira Łazariewicza w czasie ofensywy jesiennej wojsk polskich w okresie wojny polsko-bolszewickiej.

## Sytuacja ogólna
Realizując w drugiej połowie sierpnia 1920 operację warszawską, wojska polskie powstrzymały armie Frontu Zachodniego Michaiła Tuchaczewskiego. 1 Armia gen. Franciszka Latinika zatrzymała sowieckie natarcie na przedmościu warszawskim, 5 Armia gen. Władysława Sikorskiego podjęła działania ofensywne nad Wkrą, a ostateczny cios sowieckim armiom zadał marszałek Józef Piłsudski, wyprowadzając uderzenie znad Wieprza. Zmieniło to radykalnie losy wojny. Od tego momentu Wojsko Polskie było w permanentnej ofensywie.
Po wielkiej bitwie nad Wisłą północny odcinek frontu polsko-sowieckiego zatrzymał się na zachód od linii Niemen – Szczara. Na froncie panował względny spokój, a obie strony reorganizowały swoje oddziały. Wojska Frontu Zachodniego odtworzyły ciągłą linię frontu już 27 sierpnia. Obsadziły one rubież Dąbrówka – Odelsk – Krynki – Grodno – Grodek – Kamieniec Litewski. Stąd Tuchaczewski zamierzał przeprowadzić koncentryczne natarcie na Białystok i Brześć, by dalej ruszyć na Lublin. Uderzenie pomocnicze na południu miała wykonać między innymi 1 Armia Konna Siemiona Budionnego.
Reorganizując siły, Naczelne Dowództwo Wojska Polskiego zlikwidowało dowództwa frontów i rozformowało 1. i 5. Armię. Na froncie przeciwsowieckim rozwinięte zostały 2., 3., 4. i 6. Armia.
10 września, na odprawie w Brześciu ścisłych dowództw 2 i 4 Armii, Józef Piłsudski nakreślił zarys planu nowej bitwy z wojskami Frontu Zachodniego. Rozpoczęły się prace sztabowe nad planem bitwy niemeńskiej. Pomyślana ona była jako pewna kontynuacja operacji warszawskiej, przy założeniu, że jej celem będzie ostateczne rozgromienie wojsk rosyjskiego Frontu Zachodniego.
Myślą przewodnią było związanie głównych sił przeciwnika w centrum poprzez natarcie w kierunku na Grodno i Wołkowysk. Jednocześnie północna grupa uderzeniowa, skoncentrowana na lewym skrzydle 2 Armii, miała szybkim marszem przeciąć skrawek terytorium litewskiego i wyjść na głębokie tyły oddziałów Armii Czerwonej, zaangażowanych w bój o Grodno i Wołkowysk.

## Walki o Grodno

### Położenie wyjściowe stron
W trakcie przygotowań do operacji niemeńskiej zdobycie Grodna powierzono 2 Armii gen. Rydza-Śmigłego. Dowódca armii do wykonania tego zadania wyznaczył 21 Dywizję Górską gen. Andrzeja Galicy i Dywizję Ochotniczą ppłk. Adama Koca. Wsparcie ogólne zabezpieczyć miała grupa artylerii ciężkiej gen. Ignacego Ledóchowskiego. Natarcie na Grodno od czoła, połączone z oskrzydleniem od północy i południa, miało związać siły nieprzyjaciela i ułatwić manewr północnej grupy uderzeniowej przez Druskienniki na Lidę. W sumie centralne zgrupowanie uderzeniowe liczyło około 11 600 żołnierzy i 107 dział.
Rozkaz operacyjny Naczelnego Wodza z 19 września, w części dotyczącej kierunku grodzieńskiego, brzmiał:

Zadaniem centrum 2-ej armii (dywizja ochotnicza i 21-a dywizja) będzie koncentryczny atak tak, by z pierwszego rozpędu wziąć miasto Grodno i przynajmniej jeden z istniejących tam trzech mostów pochwycić. Na wypadek silnego oporu na fortach przydziela się grupę ciężkiej artylerii pod dowództwem gen. ppor. Ledóchowskiego (8 dział a 155 mm, 4 działa a 210 mm). Po opanowaniu Grodna, zależnie od sytuacji, zamierzam użyć dywizje centrum do dołączenia się do ruchu lewego skrzydła 2-ej armii.

| Wielkie jednostki  | Żołnierze  | Żołnierze | Żołnierze | Żołnierze | Uzbrojenie | Uzbrojenie |
| Wielkie jednostki  | żywieniowy | walczący  | bagnety   | szable    | km         | działa     |
| ------------------ | ---------- | --------- | --------- | --------- | ---------- | ---------- |
| 21 Dywizja Górska  | 13381      | 5893      | 5578      | 180       | 115        | 33         |
| Dywizja Ochotnicza | 12738      | 5997      | 5457      | 383       | 129        | 56         |
| Grupa artylerii    | 860        |           |           |           |            | 20         |

Rejonu Grodna broniły trzy sowieckie dywizje 3 Armii Władimira Łazariewicza. W sumie 5., 6. i 56 Dywizja Strzelców liczyły około 12 000 żołnierzy i 52 działa. Ich ugrupowanie przedstawiało się następująco: 5 Dywizja Strzelców broniła pasa obrony w rejonie Odelsk – Kuźnica, 6 DS od Nowego Dworu do Sopoćkiń, a 56 Dywizja Strzelców stała w odwodzie armii.
| Wielkie jednostki    | Żołnierze  | Żołnierze | Żołnierze | Żołnierze | Uzbrojenie | Uzbrojenie |
| Wielkie jednostki    | żywieniowy | walczący  | bagnety   | szable    | km         | działa     |
| -------------------- | ---------- | --------- | --------- | --------- | ---------- | ---------- |
| 5 Dywizja Strzelców  | 8890       | 5360      | 4244      | 502       | 99         | 23         |
| 6 Dywizja Strzelców  | 13793      | 7558      | 5103      | 737       | 120        | 41         |
| 56 Dywizja Strzelców | 6816       | 4330      | 3767      |           | 25         | 17         |

### Działania wojsk
Pierwsza faza bitwy

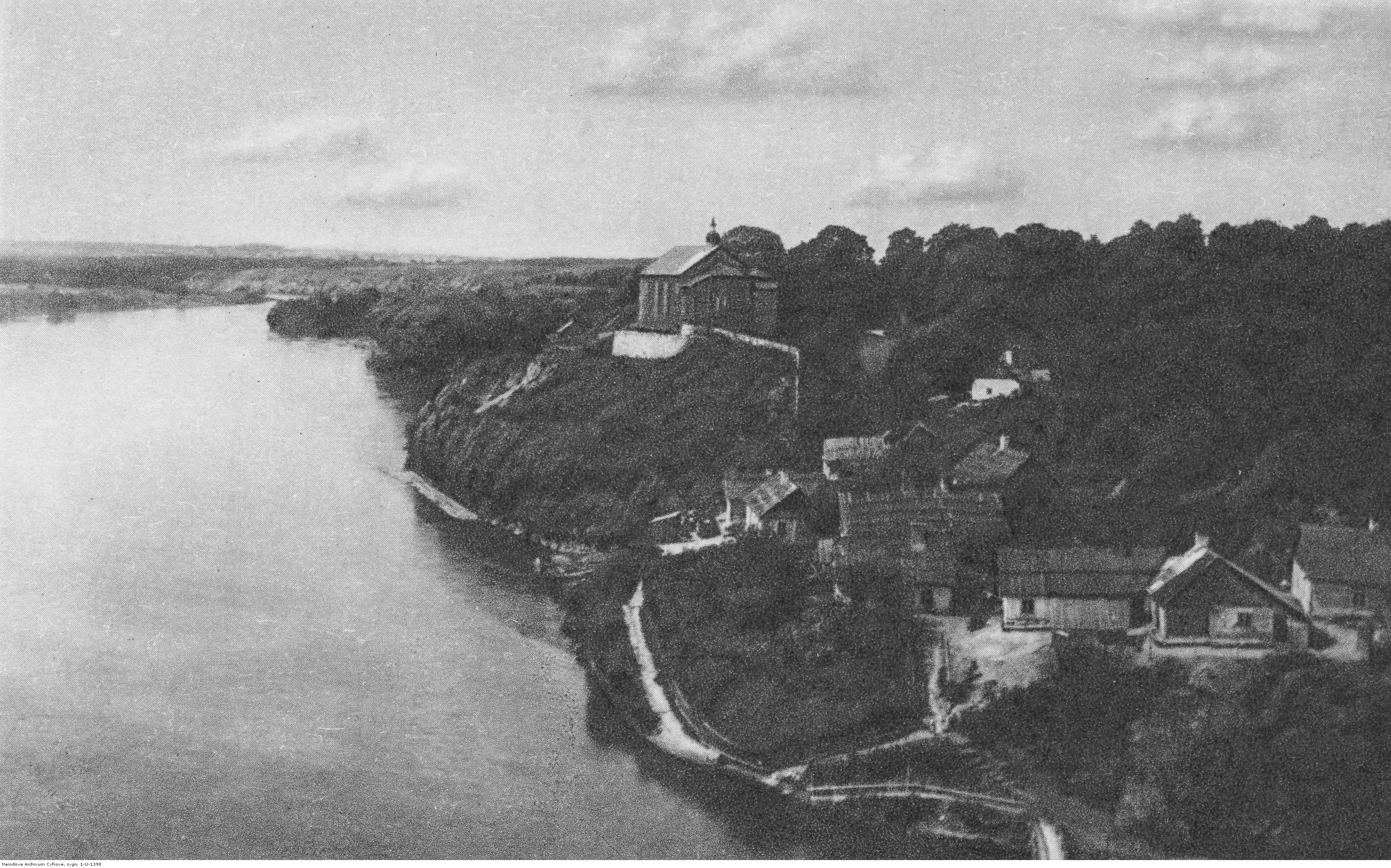
Grodno – widok na miasto i rzekę Niemen

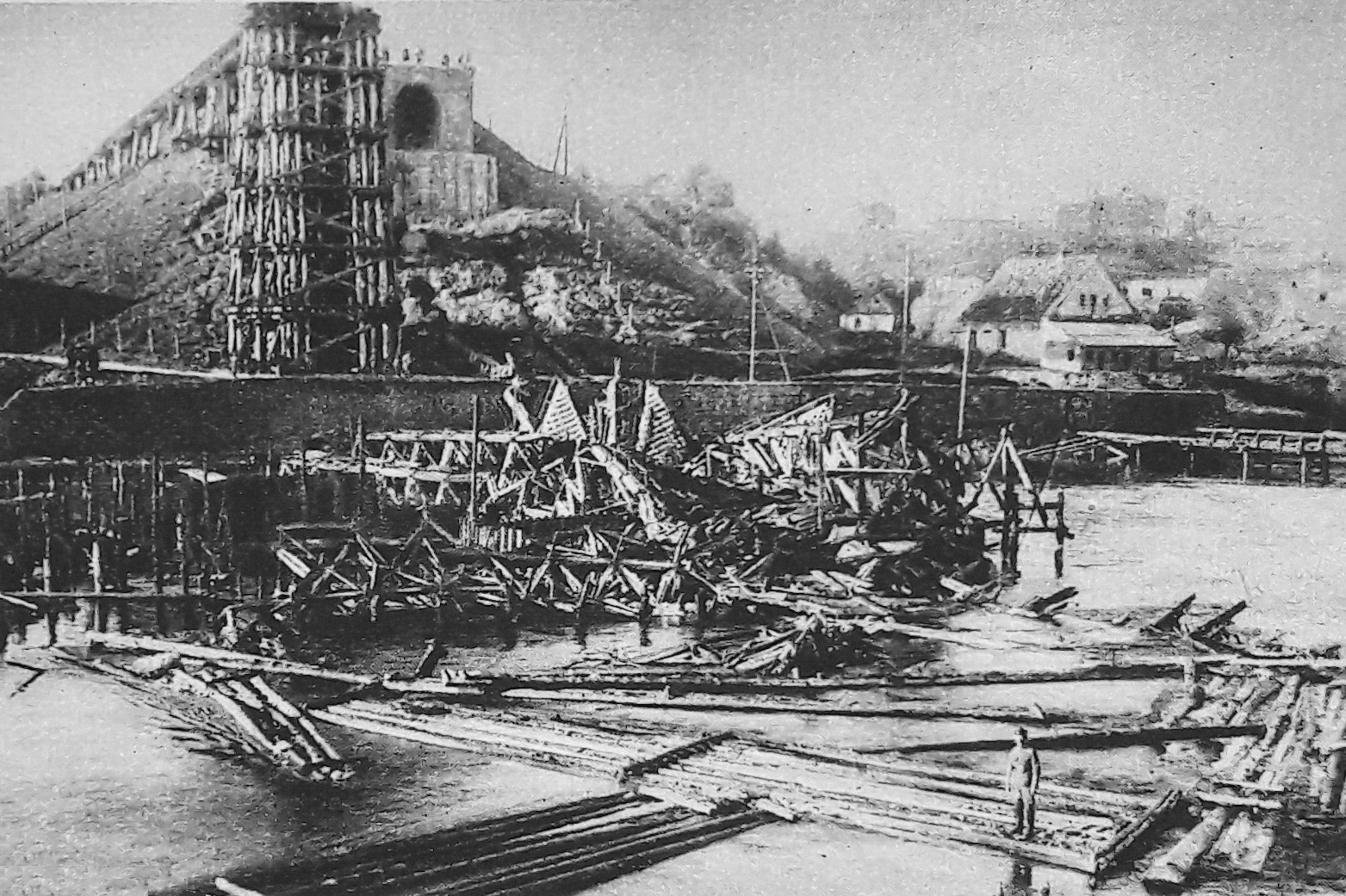
Most kolejowy na Niemnie wysadzony w czasie lipcowej ofensywy Frontu Zachodniego Michaiła Tuchaczewskiego

Wieczorem 19 września polskie dywizje zajęły rubieże wyjściowe. 22 Dywizja Górska stała na linii Horczaki – Orłowicze – Zwierżany – Sidra, a 21 Dywizja Ochotnicza: Plebanowce – Dubaśno – Kurylanka. Rano 20 września na pozycje obronne sowieckich 5. i 6 Armii uderzyły oddziały polskich 21 i 22 dywizji. Sowieci, całkowicie zaskoczeni natarciem, cofali się na całej linii frontu. Dywizja Ochotnicza podeszła pod forty Grodna, a 21 Dywizja Górska opanowała Kuźnicę.
Dowódca Frontu Zachodniego Michaił Tuchaczewski uznał natarcie za początek polskiej ofensywy i wydał rozkazy ściągnięcia pod Grodno odwodów armijnych i zatrzymania wojsk polskich. 21 września sowiecka 5 Dywizja Strzelców wyprowadziła kontratak na Kuźnicę, a 6 Dywizja Strzelców na Nowy Dwór. Działania sowieckie na obu kierunkach zakończyły się niepowodzeniem. Do zaciętych walk doszło pod Odelskiem, który bezskutecznie atakowały oddziały polskiej Dywizji Górskiej. Atak Polaków doprowadził jedynie do lokalnych sukcesów. Walki trwały cały dzień. Niektóre miejsca jak Bilwiny przechodziły cztery razy z rąk do rąk. Ostatecznie oddziałom sowieckim udało się utrzymać linię Zaśpicze – Bilwiny – Klimówka – Parczowce – Nowodziel.
22 września Kwatera Główna WP powiadomiła wszystkie oddziały o rozpoczęciu ogólnej ofensywy wojsk polskich na północnym kierunku strategicznym. Co prawda na grodzieńskim kierunku dwie polskie dywizje przeszły do działań obronnych, ale ich działania ściągnęły na siebie uwagę dowództwa sowieckiego do tego stopnia, iż nie rozpoznało ono na północnym skrzydle frontu gotowej do akcji silnej polskiej grupy uderzeniowej. W tym dniu Sowieci podciągali swoje odwody. Na odcinek Dywizji Ochotniczej maszerowała 166 Brygada Strzelców, a na odcinek Dywizji Górskiej 168 BS. Równocześnie przeciwnik podciągał w kierunku Grodna odwód frontu – 2 Dywizję Strzelecką z rejonu Żyrmun. Do dyspozycji stał też w Wasiliszkach odwód armii – 21 Dywizja Strzelców. Polska 22 Dywizja Ochotnicza odpierała w tym dniu ataki 17. i 18 Brygady Strzelców, kierowane na Nowy Dwór i Rohaczew. O wiele trudniejszą sytuację miała Dywizja Górska. Nieprzyjaciel zajął nocnym atakiem Czuprynowo i dążył do oskrzydlenia Kuźnicy. Podhalanom udało się obronić w całości linię kolejową. Odparto też ataki 168 Brygady Strzelców na Długosielce. Wieczorem nastąpił sowiecki koncentryczny atak na Kuźnicę. Po kilkugodzinnej walce został on odparty, a ten ważny węzeł kolejowy utrzymany.
23 września polskie dywizje przeszły do działań zaczepnych. Dywizja Górska uderzyła na przeprawy pod Komotowem, a Dywizja Ochotnicza sforsowała Niemen pod Ballą i oskrzydlała Grodno od północy. Działająca na jej lewym skrzydle grupa mjr. Bernarda Monda w składzie: 205 pułk piechoty, dywizjon strzelców kresowych ppor. Kruka-Strzeleckiego, dywizjon strzelców kresowych rtm. Łozińskiego i kompania saperów, w nocy z 23 na 24 września uchwyciła uszkodzony przez Litwinów most pod Hożą, a saperzy rozpoczęli jego naprawę. Część pododdziałów grupy przeprawiła się przez Niemen na tratwach.
Sukces grupy nie został właściwie wykorzystany, gdyż wiadomość do sztabu macierzystej dywizji dotarła dopiero wieczorem. Jednak dzięki działalności rozpoznawczej polskiego lotnictwa, informacje te posiadało dowództwo 2 Armii. Generał Rydz-Śmigły o 16.30 wydał rozkaz operacyjny nr 58, który nakazywał 2 Brygadzie Jazdy skierować się na Grodno i połączyć się z grupą mjra Monda.
Druga faza bitwy

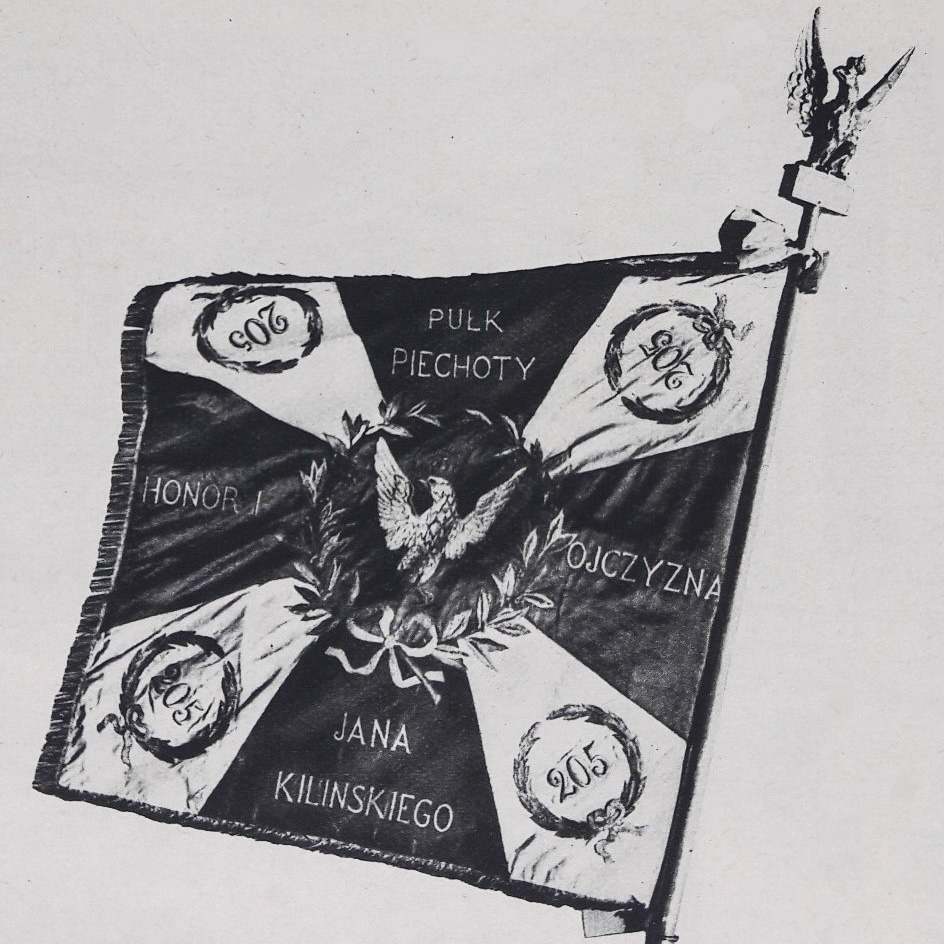
Sztandar 205 pp Dywizji Ochotniczej

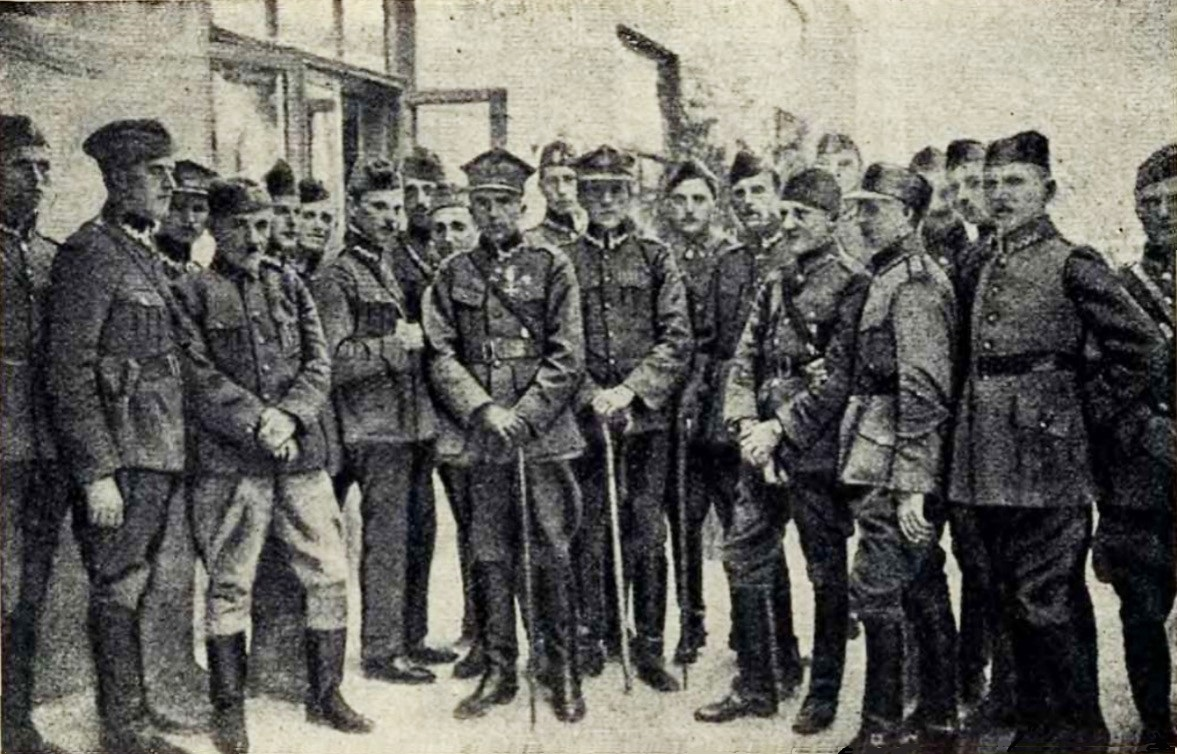
Sztab Dywizji Ochotniczej, która zajęła Grodno; pośrodku d-ca ppłk Adam Koc

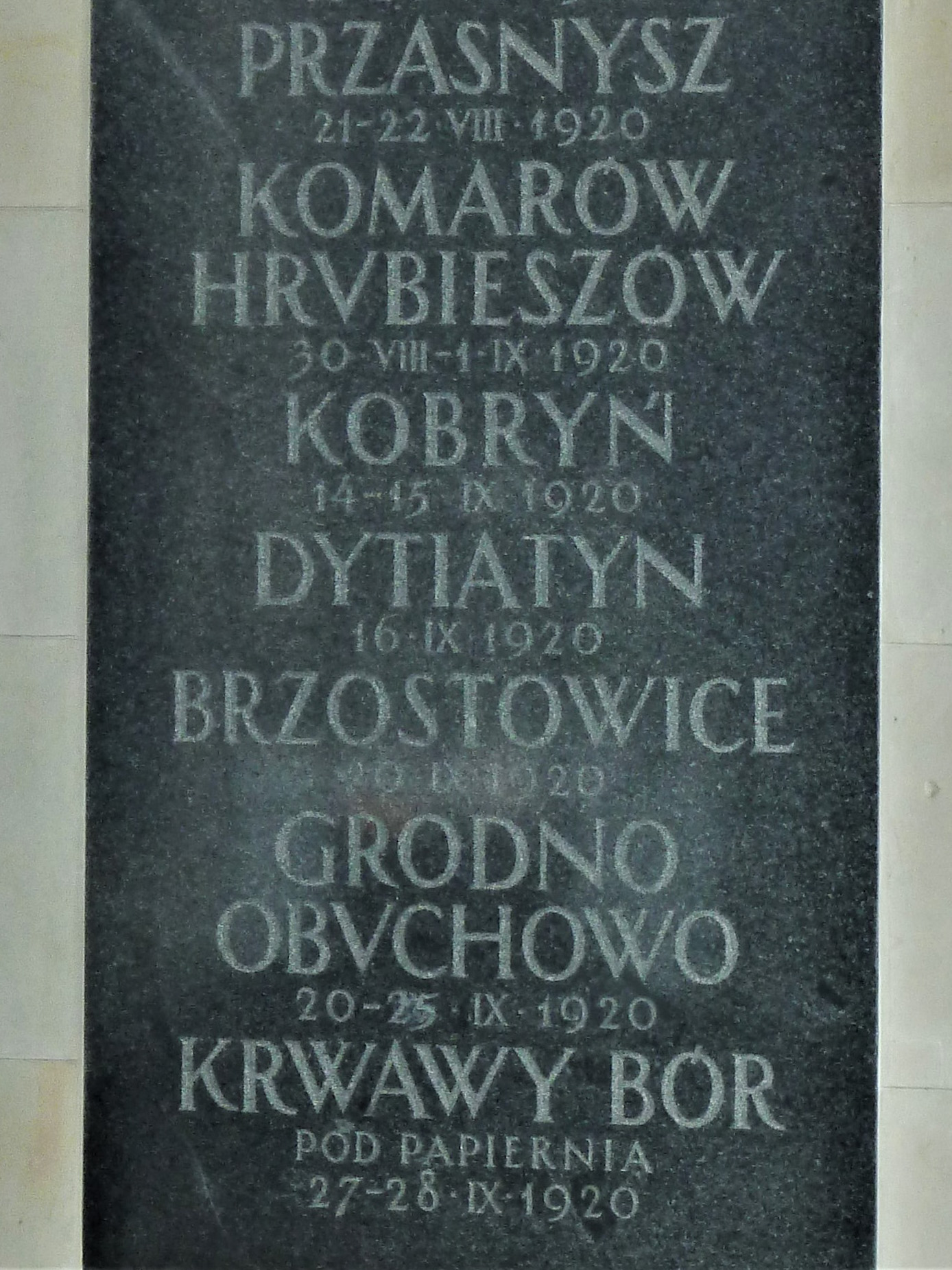
Grób Nieznanego Żołnierza w Warszawie. Upamiętnienie: GRODNO OBUCHOWO 20 – 25·IX·1920

Marszałek Józef Piłsudski, zaniepokojony rozwojem sytuacji na froncie, dokonał modyfikacji planu bitwy nad Niemnem. Rano 24 września przybył osobiście do Lipska do sztabu Dywizji Ochotniczej. Oddziały tej dywizji bezskutecznie próbowały opanować zewnętrzne forty Grodna, bronione przez 6 Dywizję Strzelców i 166 BS z 56 Dywizji Strzelców. Naczelny Wódz zamierzał swą obecnością wzmocnić morale żołnierzy na pierwszej linii. Obiecał też, że w dniu następnym skieruje pod Grodno część Brygady Syberyjskiej z grupy gen. Aleksandra Osińskiego, która stacjonowała w rejonie Sopoćkiń.
W godzinach rannych 24 września, na lewym skrzydle Dywizji Górskiej, nieprzyjaciel opanował Sidrę i atakował dalej. Dowódca dywizji skierował na zagrożony odcinek 2 pułk strzelców podhalańskich, który opanował rejon Zalesie – Długosielce i odzyskał Sidrę. Około południa 1 Brygada Górska wydzieliła dwie kolumny, które uderzyły z rejonu Kuźnica – Podlipki, zajęły Kopciówkę i Byczki, odrzucając nieprzyjaciela na linię zewnętrznych fortów Grodna. W tym czasie 2 Brygada Górska prowadziła natarcie na Indurę. Inicjatywa na tym kierunku przechodziła z rąk do rąk, ale o 22.00 polskiej brygadzie udało się zdobyć miejscowość. W Indurze brygada krótko odpoczywała, a później marszem nocnym wyruszyła w kierunku Komotowa na linię Niemna.
Tego dnia wystąpiły pierwsze oznaki obniżenia morale wojsk sowieckich. Pod Nowym Dworem poddał się cały 49 pułk strzelców, a wielu czerwonoarmistów zgłaszało się do niewoli z „przepustkami”, rozprowadzanymi przez agentów polskich na tyłach frontu.
Dopiero 24 września sztab armii Łazariewicza otrzymał pierwsze informacje o działaniu polskiej północnej grupy uderzeniowej. Informacje były dość skąpe i nie zawsze w pełni wiarygodne. Pierwsza otrzymana brzmiała: Wojska polskie, rozbiwszy oddziały litewskie, zajęły miasto Druskieniki. Obsadzają one obszar Hoża kierując się na Grodno, w stronę stacji Druskieniki – Stara Ruda. Dowódca 3 Armii otrzymał więc informację mocno zniekształconą. Po pierwsze, nie wiedział, że Niemen został sforsowany zarówno przez grupę mjr. Monda, jak i północną grupę uderzeniową. Po drugie, wiadomość, że zamiarem północnej grupy uderzeniowej jest okrążenie Grodna, była mylna. Wychodząc z błędnej oceny sytuacji, po konsultacji z dowódcą Frontu Zachodniego Michaiłem Tuchaczewskim, wysłał w rejon Druskienik odwodowe 2. i 21 Dywizję Strzelców, tym samym osłabiając kierunek grodzieński.
Zasadniczym celem, jaki gen. Śmigły-Rydz wyznaczył związkom taktycznym 2 Armii na dzień 25 września, było opanowanie Grodna. Polecił on ppłk. Kocowi, by przez naprawiony most pod Hożą przeprawił jeszcze jeden pułk piechoty, a dywizje znajdujące się na zachodnim brzegu Niemna powinny uderzyć na Grodno od północy i zachodu. W działaniach na Grodno uczestniczyć miała także 2 Brygada Jazdy płk. Stefana Strzemieńskiego, nacierająca od wschodu i północnego wschodu. W tym dniu strzelcy podhalańscy zmusili do odwrotu sowiecką 5 Dywizję Strzelców. 1 pułk strzelców podhalańskich opanował umocnienia między fortami nr 5 i 6, a pułki ochotnicze, przy wsparciu artylerii gen. Ledóchowskiego, opanowały fort nr 4.
Bojąc się okrążenia, Sowieci bez walki opuścili forty nr 1, 2, 3, a nacierająca od północy grupa mjr. Monda zdobyła forty nr 13 i 13a. Wieczorem 25 września, pod wpływem informacji o postępach polskiej północnej grupy uderzeniowej, dowódca frontu Michaił Tuchaczewski wydał rozkaz 3 Armii do odwrotu. W nocy z 25 na 26 września Grodno zajęły dwa bataliony 2 pułku strzelców podhalańskich. Około 2.15 rozpoczęły one obsadzanie wschodnich przedmieść miasta. Pozostałe oddziały dywizji gen. Galicy przystąpiły do forsowania Niemna.

## Bilans walk
Stoczona w ramach operacji niemeńskiej zwycięska bitwa o Grodno w istotny sposób wpłynęła na jej ostateczne rezultaty. Zarówno dowódca 3 Armii Władimir Łazariewicz, jak i dowódca Frontu Zachodniego Michaił Tuchaczewski, zbyt późno dostrzegli zagrożenie, jakie dla całości sowieckiego frontu stwarzała polska północna grupa uderzeniowa. Spóźniona decyzja odwrotu zadecydowała też o klęsce 3 Armii pod Lidą.
Komunikaty prasowe Sztabu Generalnego z 24, 25 i 26 września 1920 donosiły:

(24 IX) Odelsk został przez nas po dłuższym zmaganiu zajęty. Pod Kuźnicą, prąc przed sobą nieprzyjaciela, wojska nasze podsuwają się pod forty Grodna.

(25 IX) Na linii fortów Grodna wre zacięta walka.

(26 IX) Po ciężkich walkach zdobyliśmy Grodno biorąc znaczną ilość jeńców i materiału wojennego.

Zwycięskie walki o Grodno i pobliskie Obuchowo zostały upamiętnione na jednej z tablic Grobu Nieznanego Żołnierza w Warszawie napisem: GRODNO OBUCHOWO 20 – 25·IX·1920.